# 東夏園駅
座標: 北緯39度54分08秒 東経116度43分39秒 / 北緯39.902189度 東経116.727369度
東夏園駅（とうかえんえき）は中華人民共和国北京市通州区に位置する北京地下鉄6号線の駅である。計画名は「東部新城駅」であった。2014年12月28日に開業した。

## 歴史
- 2014年12月28日 - 開業。

## 駅構造

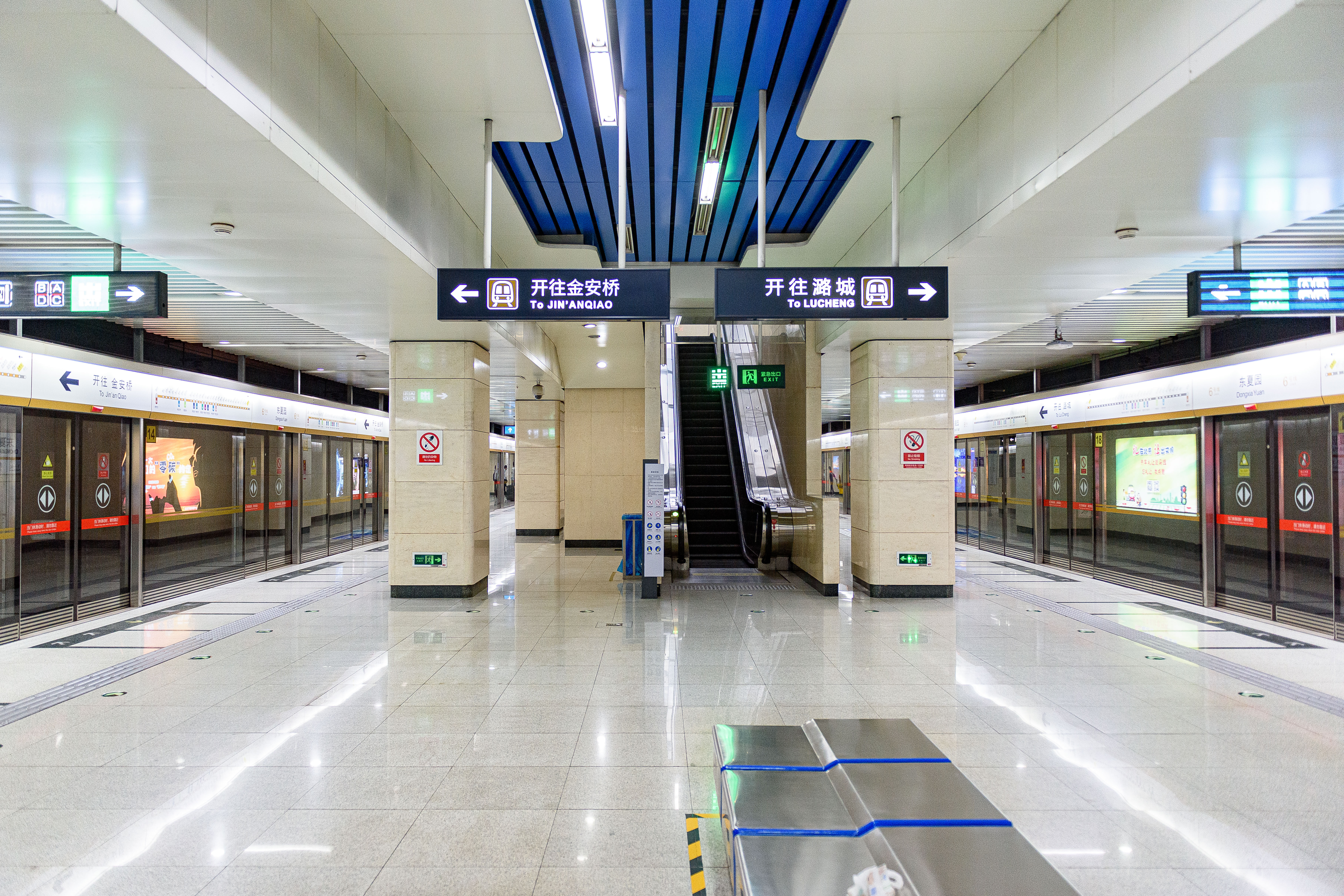
駅ホーム

島式ホーム1面2線の地下駅。

## 駅周辺
- 潞城全民健身中心（中国語版）

## 隣の駅
北京地下鉄
■6号線
郝家府駅 - 東夏園駅 - 潞城駅